# Angelika Kaufmann (illustratrice)
Pour les articles homonymes, voir Angelica Kauffmann et Kaufmann.
Angelika Kaufmann, née le 9 mars 1935 à Sankt Ruprecht près de Villach, est une illustratrice autrichienne de livres pour enfants, d'anthologies, de poésie. Elle vit à Vienne et à Warnings, commune de Vitis dans le Waldviertel en Basse-Autriche.

## Biographie
Angelika Kaufmann est née à Sankt Ruprecht près de Villach. En 1953, elle étudie le graphisme et l'illustration à l'Université des arts appliqués de Vienne. Elle obtient son diplôme en 1958. En 1964 et 65, elle est à l'académie des beaux-arts de Cracovie.
Elle réalise des installations, peintures à l'aquarelle ou impressions en relief. Elle pose sur le papier des signes concis et répétitifs,  comme une partition de musique. On y lit des mots ou de courtes phrases, des pensées, des messages, des souvenirs, des observations, des notes de journal intime. Ces notes sont comme des incantations, des signes du temps qui doivent être conservées.
Depuis 1963, elle expose en Autriche, dans d'autres pays européens, mais aussi en République de Chine et au Japon.
À partir de 1970, elle illustre des livres et des anthologies pour enfants, notamment les textes de Mira Lobe et de Friederike Mayröcker.
Angelika Kaufmann est membre de la Sécession de Vienne, de l'Association des arts de Carinthie,  de l'Assemblée des auteurs de Graz .
En 1975, à l'occasion de l'année internationale de la femme, une exposition d'artistes femmes est prévue au musée ethnologique de Vienne. Le jury est exclusivement masculin. De nombreuses artistes femmes protestent publiquement. 46 des 85 femmes sélectionnées se retirent de l'exposition.
Par la suite, Christa Hauer-Fruhmann et Angelika Kaufmann soumettent au ministre chargé des arts, des propositions pour améliorer la situation et la visibilité des femmes artistes. Celui-ci répond qu'il n'est pas compétent. En 1977, elles fondent avec dix autres artistes femmes l'association féministe IntAkt - Internationale Aktionsgemeinschaft bildender Künstlerinnen. En 2023, IntAkt est toujours en activité et continue de promouvoir les artistes femmes.
Elle a illustré plus de cinquante ouvrages pour enfants.

## Expositions
- Arbeiten 1980 – 1983, Galerie in der Wiener Secession, Vienne, 1983
- Textile Objekte – Installationen: Arbeiten auf Papier – 1980 – 1988, Eva & Co, Graz
- Epitaph für S. – Installationen, Selbstverlag, Wien 1992
- A slip in the alphabeth – Installationen, Objekte, Arbeiten auf Papier – 1990 – 1998, Vienne
- 20 poèmes de Kaufmann, musée littéraire Robert Musil, Klagenf, 2006[8]
- Arbeiten auf und mit Papier, 2000 2007, Angelika Kaufmann, Vienne, 2007
- FÜNFER endlos ...Angelika Kaufmann, Vienne, 2013[9]
- Poetry, Vienne, Splitter Galerie Art, 2015[10]
- POEM – neue Arbeiten, Angelika Kaufmann , Vienne, 28. September – 31. Jänner 2023

## Prix et distinctions
- 1971 : Les plus beaux livres d'Autriche
- 1971 : Prix d'illustration de la Ville de Vienne
- 1973 : Plaque d'or du BIB Bratislava
- 1973 : Prix d'illustration de la Ville de Vienne
- 1975 : Prix d'illustration de la Ville de Vienne
- 1976 : Certificat d'honneur, Prix Hans-Christian-Andersen, pour Komm, Sagte die Katze de Mira Lobe[11]
- 1981 : Prix d'illustration de la Ville de Vienne
- 1988 : Certificat d'honneur pour le prix Hans Christian Andersen
- 2004 Prix d'appréciation autrichien pour la littérature pour enfants et adolescents
- 2004 : Prix autrichien d'appréciation pour la littérature jeunesse et jeunesse
- 2018 : Prix Culture de la Ville de Villach